# Orso d'argento per la miglior interpretazione da protagonista
L'Orso d'argento per la miglior interpretazione da protagonista (Silberner Bär/Beste Schauspielerische Leistung in einer Hauptrolle) è un premio cinematografico assegnato dalla giuria internazionale del Festival di Berlino al miglior protagonista dei film presentati in concorso, senza fare distinzione per genere. È stato introdotto con l'edizione del 2021 assieme all'Orso d'argento per la miglior interpretazione da non protagonista, sostituendo i due premi preesistenti assegnati alla migliore attrice e al miglior attore.

## Albo d'oro

### Anni 2020
- 2021:  Maren Eggert – I'm Your Man (Ich bin dein Mensch)
- 2022:  Meltem Kaptan – Una mamma contro G.W. Bush (Rabiye Kurnaz gegen George W. Bush)
- 2023:  Sofía Otero – 20.000 specie di api (20.000 especies de abejas)
- 2024:  Sebastian Stan – A Different Man[2]
- 2025:  Rose Byrne – If I Had Legs I'd Kick You